# Železničná spoločnosť Slovensko

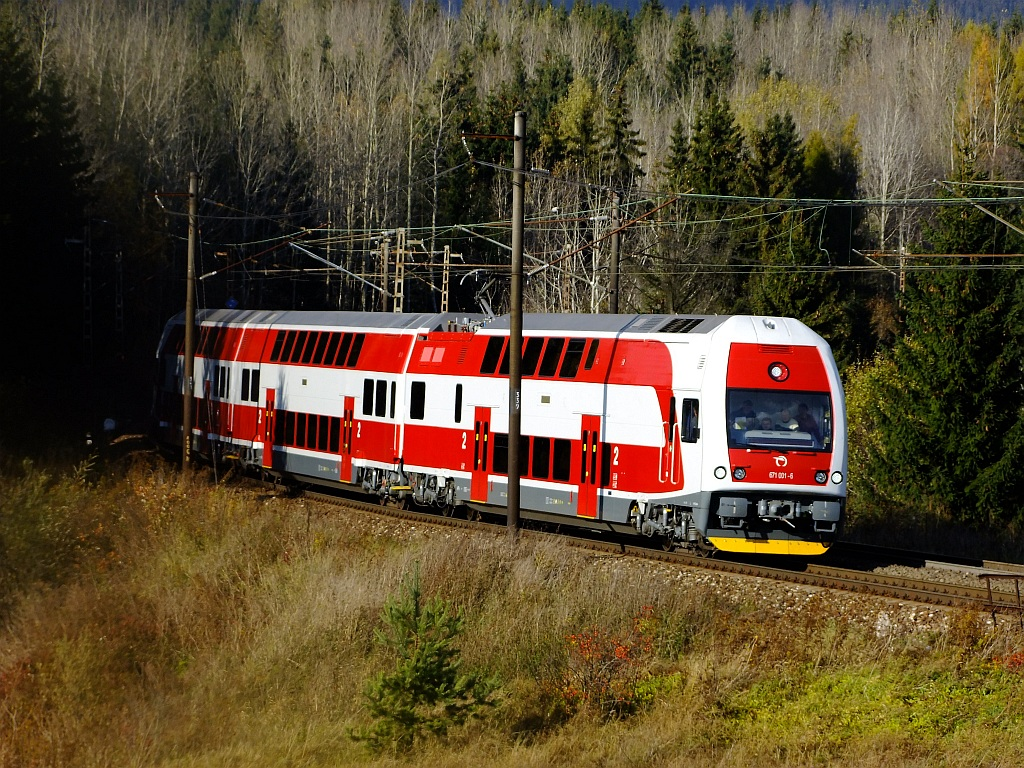
ZSSK-Baureihe 671

Žeľezničná spoločnosť Slovensko, a.s. (deutsch wörtlich Eisenbahngesellschaft Slowakei AG), Kurzbezeichnung: ZSSK, ist ein staatliches Eisenbahnunternehmen in der Slowakei.

## Geschichte
Das ehemalige Unternehmen Železničná spoločnosť, a.s. wurde am 1. Januar 2005 in die beiden Folgeunternehmen Železničná spoločnosť Cargo Slovakia für den Bereich Güterverkehr und Železničná spoločnosť Slovensko, a.s. für den Bereich Personenverkehr aufgeteilt.

## Fahrtkostenpolitik
Seit dem 17. November 2014 befördert die ZSSK Unionsbürger oder dauerhaft in der EU Residierende, die Schüler, Studenten oder pensioniert sind, nach vorheriger Registrierung unentgeltlich, sofern ausreichend Platzkapazitäten zur Verfügung stehen.
Minderjährige bis 15 Jahre und Senioren ab 62 Jahre können unabhängig von ihrer Nationalität oder ihrem Wohnsitz mitfahren.
Dieses Angebot gilt jedoch nicht ausnahmslos. So ist die Schnellzugklasse IC hiervon ausgenommen.